# Strongylura
Strongylura là một chi cá trong họ Belonidae

## Các loài
Có 14 loài đã được ghi nhận trong chi này gồm
- Strongylura anastomella (Valenciennes, 1846)
- Strongylura exilis (Girard, 1854) (Californian needlefish)
- Strongylura fluviatilis (Regan, 1903)
- Strongylura hubbsi Collette, 1974 (Maya needlefish)
- Strongylura incisa (Valenciennes, 1846) (Reef needlefish)
- Strongylura krefftii (Günther, 1866) (Long tom)
- Strongylura leiura (Bleeker, 1850) (Banded needlefish)
- Strongylura marina (Walbaum, 1792) (Atlantic needlefish)
- Strongylura notata (Poey, 1860)
  - Strongylura notata forsythia Breder, 1932
  - Strongylura notata notata (Poey, 1860) (Redfin needlefish)
- Strongylura scapularis (D. S. Jordan & C. H. Gilbert, 1882) (Shoulderspot needlefish)
- Strongylura senegalensis (Valenciennes, 1846) (Senegal needlefish)
- Strongylura strongylura (van Hasselt, 1823) (Cá Nhái đuôi chấm hay Pa Khim, Pa Khêm, Pa Kim[2])
- Strongylura timucu (Walbaum, 1792) (Timucu)
- Strongylura urvillii (Valenciennes, 1846) (Urville's longtom)